# 대구 북지장사
북지장사(北地藏寺)는 대구광역시 동구 팔공산에 있는 대한불교조계종 사찰이다.
북지장사는 485년(신라 소지왕 7년)에 극달화상이 세웠다. 684년(통일신라 신문왕 4년) 양개(良价)가 창건한 남지장사와 위치가 대칭이다.

## 창건과 연혁
창건과 연혁은 다음과 같다.

### 삼국시대
- 485년(신라 소지왕 7년) : 극달화상이 창건하였다.

### 고려시대
- 1040년(정종 6년) : 최제안(崔齊顔)이 쓴 「신서(信書)」에 북지장사의 납입전(納入田)이 200결(結)이라는 기록이 있어 당시 컸던 규모를 파악할 수 있다.
- 1191년(명종 21년) : 보조국사 지눌이 중창하였다.

### 조선시대
- 1623년(인조 1년) : 중창이 이루어졌다.
- 1665년(현종 6년) : 중수가 이루어졌다.
- 1725년(영조 1년) : 「지장보살도(地藏菩薩圖)」를 제작하여 봉안하였다.
- 1731년(영조 7년) : 지장사유공인불망비(地藏寺有功人不忘碑)를 세웠다.
- 1765년(영조 41년) : 「지장보살도(地藏菩薩圖)」를 제작하여 봉안하였다.
- 1832년(순조 32) : 북지장사가 암자로 전락하여, 동화사 소속의 암자가 되었다.

### 일제강점기
- 1937년 : 『교남지(嶠南誌)』에 이때까지도 여전히 암자였다는 기록이 있다.

### 대한민국
- 2016년 : 새로운 대웅전과 요사채(식당)가 건립되면서 중흥을 맞게 되었다.

## 소장 문화재
- 대구 북지장사 지장전 - 보물 제805호
- 대구 북지장사 삼층석탑 - 대구광역시 유형문화재 제6호
- 대구 북지장사 석조지장보살좌상 - 대구광역시 유형문화재 제15호
- 대구 북지장사 아미타삼존불좌상 - 대구광역시 문화재자료 제51호
- 대구 북지장사 금고 - 대구광역시 문화재자료 제55호

1. ↑  박, 병선. “북지장사”. 《향토문화전자대전(디지털동구문화대전)》. 한국학중앙연구원. 2023년 4월 28일에 확인함. 고려시대 보조국사 지눌이 1191년(명종 21)에 창건하였다는 설이다. 소지왕 당시는 아직 신라에 불교가 전래되지 않았기 때문에 제외하더라도 1040년(정종 6)에 최제안(崔齊顔)이 쓴 경주 천룡사(天龍寺)의 중창과 관련된 「신서(信書)」에 북지장사의 납입전(納入田)이 200결(結)이라는 기록과 현재 지장전 앞에 1731년(영조 7)에 세운 지장사유공인불망비(地藏寺有功人不忘碑)에는 “[지장사는] 매우 어렵게 사찰의 명맥을 유지하던 신라 때의 고찰인데, 그것이 없어져 버릴 것 같은 근심이 아침저녁으로 계속되었다.”는 기록을 보아 사중(寺中)에서는 신라 창건설을 지속적으로 믿어 왔음을 알 수 있다. 11세기 거찰로 성장한 북지장사는 13세기 이후 존재가 드러나지 않다가 1623년(인조 1)과 1665년(현종 6)의 연도가 새겨진 명문기와가 발견됨으로써 이 시기에 각각 중창과 중수가 이루어졌음을 짐작할 수 있다. 또 1725년(영조 1)과 1765년(영조 41)에 「지장보살도(地藏菩薩圖)」를 제작하여 봉안하였다. 1767년(영조 43)의 『대구읍지(大丘邑誌)』에 북지장사에는 승당(僧堂)과 선당(禪堂)이 있고 부속암자로 청련암(靑蓮庵)과 도명암(道明庵)이 있다고 하였으나, 1832년(순조 32)에 편찬된 『경상도읍지(慶尙道邑誌)』에는 북지장사가 암자로 전락하여 청련암·도명암과 함께 동화사에 소속되었다고 기록되어 있으며, 1937년의 『교남지(嶠南誌)』에도 그대로 유지되어 사세가 매우 퇴락하였음을 알 수 있다. 2016년 새로운 대웅전과 요사[식당]가 건립되면서 중흥을 맞게 되었다.